# Siratah
Siratah is een bestuurslaag in het regentschap Dairi van de provincie Noord-Sumatra, Indonesië. Siratah telt 404 inwoners (volkstelling 2010).